# Goodenia heterophylla
Goodenia heterophylla är en tvåhjärtbladig växtart. Goodenia heterophylla ingår i släktet Goodenia och familjen Goodeniaceae.

## Underarter
Arten delas in i följande underarter:
- G. h. eglandulosa
- G. h. heterophylla
- G. h. montana
- G. h. teucriifolia